# Charles-Gaston Levadé
Charles-Gaston Levadé (París, 3 de enero de 1869 - Cabourg, 27 de octubre de 1948) fue un compositor francés.
Alumno de Jules Massenet, Grand prix de Roma 1899, compuso obras de música de cámara, de melodías, de música religiosa, obras dramáticas y óperas cómicas. En su época tuvo gran éxito.

## Biografía
A los trece años de edad, Charles Levadé entró en el Conservatorio de París donde siguió curso de solfeo de Albert Lavignac, de Charles de Bériot, Georges Mathias, Auguste Bazille. Es con Lavignac, algunos años más tarde, que se encuentra con Erik Satie, que le dedicó una de sus Ogives y una de sus Gymnopédies . 
Pero es sobre todo con Jules Massenet con quien Charles Levadé llegó a la plenitud de su talento. Massenet contó entre sus alumnos un número impresionante de Grand prix de Roma. En 1911, el alumno rindió homenaje a su maestro escribiendo en los Annales politiques et littéraires del 17 de diciembre de 1911: 

Uno de los grandes talentos de Massenet fue hacer comprender, amar, profundizar, al cantar él mismo y ejecutando al piano las obras de los maestros. Nos tocó a menudo Schubert y Schumann, comparando sus diferentes genios en los más pequeños matices (...)

Tras la dimisión de Massenet en 1896, Levadé siguió el curso de Charles Lenepveu y obtuvo el Grand prix de Roma en 1899 con su cantata Callirhoé sobre texto de Eugène Adénis.
Sus inicios en público fueron muy rápidos, ya en 1895 produjo una pantomima japonesa: Cœur de magots, un sainete estrenado en el Grand Guignol en 1897 y una opéra de salón en 1903. Pero su éxito comienza realmente con una ópera en tres actos: Les Hérétiques ("Los herejes"), tragedia lírica sobre el poema de Ferdinand Hérold. En 1908, compuso la música de La Courtisane de Corinthe ("La cortesana de Corinto"), sobre un texto de Michel Carré y Paul Bilhaude, que se montará en 1908 por Sarah Bernhardt, luego Les Fiançailles de l'ami Fritz ("El compromiso del amigo Fritz") de Erckmann-Chatrian en 1919.
Le siguieron otras adaptaciones musicales de textos literarios como Le Capitaine Fracasse ("El capitán Fracasse", libreto de Émile Bergerat y Michel Carré, comedia lírica basada en la novela de Théophile Gautier y en 1929, La Peau de chagrin ("La piel de dolor"), comedia lírica en cuatro actos basada en Honoré de Balzac, con libreto de Pierre Decourcelle y Michel Carré y después La Rôtisserie de la reine Pédauque ("El asador de la reina Pédauque"), comedia lírica en cuatro actos basada en la novela de Anatole France en 1934. 
Charles Levadé es también un compositor de canciones populares (J’ai cueilli le lys, 1912), de música sinfónica, (Preludios religiosos para orquesta de cuerdas), de berceuse para piano y violín y de música religiosa: Preludio religioso para órgano, Agnus Dei para coro, Salmo CXIII para solistas, coro y orquesta.
- 1897: Hortense, couche-toi ! de Georges Courteline, Théâtre du Grand-Guignol.